# Niels Pittomvils
Niels Pittomvils (Heusden-Zolder, 18 juli 1992) is een Belgische atleet, die gespecialiseerd is in het polsstokhoogspringen en de meerkamp.

## Loopbaan
Pittomvils behaalde in de jeugd verschillende titels in het polsstokhoogspringen en de meerkamp. Hij nam op de tienkamp ook deel aan de Europese kampioenschappen bij de junioren (U20) en de beloften (U23).
In 2013 veroverde Pittomvils in het polsstokhoogspringen indoor een eerste Belgische titel. In 2014 behaalde hij op de Europacup meerkampen tweede liga een persoonlijk record van 8000 punten op de tienkamp. Met deze prestatie dwong hij zijn selectie af voor de Europese kampioenschappen in Zürich. Daar werkte hij zich, na een wisselvallige eerste dag, die hij in de tussenstand als 21-ste beëindigde, op de tweede dag onder moeilijke weersomstandigheden op naar de veertiende plaats en een eindtotaal van 7852 punten. "Ik heb ervan genoten. Het beste moet nog komen, maar daar heb ik nog jaren de tijd voor," was zijn reactie.

### Clubs
Pittomvils was aangesloten bij Looise Atletiekvereniging. Hij stapte over naar Vilvoorde AC. Daarnaast komt hij uit voor het Nederlandse AV Unitas in Sittard en het Franse Amiens Université Club Athlétisme.
Hij was de vriend van olympisch en wereldkampioene op de zevenkamp Nafi Thiam.

## Kampioenschappen

### Belgische kampioenschappen
Outdoor
| Onderdeel | Jaar |
| --------- | ---- |
| tienkamp  | 2020 |

Indoor
| Onderdeel            | Jaar       |
| -------------------- | ---------- |
| polsstokhoogspringen | 2013       |
| zevenkamp            | 2015, 2017 |

### Andere kampioenschappen
| Onderdeel | Titel          | Jaar |
| --------- | -------------- | ---- |
| tienkamp  | Frans kampioen | 2015 |

## Statistieken

### Persoonlijke records
Outdoor
| Onderdeel            | Prestatie | Wind (m/s) | Datum             | Plaats            |
| -------------------- | --------- | ---------- | ----------------- | ----------------- |
| 100 m                | 11,12 s   | +0.3       | 21 mei 2016       | Oordegem          |
| 400 m                | 48,94 s   |            | 5 juli 2014       | Ribeira Brava     |
| 1500 m               | 4.27,40   |            | 29 augustus 2015  | Peking            |
| 110 m horden         | 14,35 s   | +1,8       | 30 mei 2021       | Götzis            |
| hoogspringen         | 2,04 m    |            | 10 juli 2015      | Villeneuve-d'Ascq |
| polsstokhoogspringen | 5,36 m    |            | 18 september 2016 | Talence           |
| verspringen          | 7,40 m    | +0,1       | 29 mei 2021       | Götzis            |
| kogelstoten          | 15,31 m   |            | 20 juli 2022      | Lier              |
| discuswerpen         | 47,27 m   |            | 30 mei 2021       | Götzis            |
| speerwerpen          | 62,77 m   |            | 30 mei 2021       | Götzis            |
| tienkamp             | 8222 p    |            | 29-30 mei 2021    | Götzis            |

Indoor
| Onderdeel            | Prestatie | Datum             | Plaats   |
| -------------------- | --------- | ----------------- | -------- |
| 60 m                 | 7,18 s    | 31 januari 2015   | Gent     |
| 1000 m               | 2.41,77   | 5 februari 2012   | Gent     |
| 60 m horden          | 8,06 s    | 17 februari 2018  | Gent     |
| hoogspringen         | 2,04 m    | 4 maart 2017      | Belgrado |
| polsstokhoogspringen | 5,40 m    | 5 februari 2017   | Gent     |
| verspringen          | 7,23 m    | 31 januari 2015   | Gent     |
| kogelstoten          | 14,71 m   | 23 januari 2021   | Aubière  |
| zevenkamp            | 5966 p    | 4-5 februari 2017 | Gent     |

### Opbouw PR meerkamp en potentie op basis van PR's
In de tabel staat de uitsplitsing van het persoonlijk record op de tienkamp. In de kolommen ernaast staat ook het potentieel record, met alle persoonlijke records op de losse onderdelen en de bijbehorende punten.
|                  | Uitsplitsing PR | Uitsplitsing PR | Uitsplitsing PR |              | Potentieel record | Potentieel record |
| Onderdeel        | Prestatie       | Wind (m/s)      | Punten          | Pers. record | Punten            |                   |
| ---------------- | --------------- | --------------- | --------------- | ------------ | ----------------- | ----------------- |
| 100 m            | 11,32 s         | +0,5            | 791             | 11,12        | 834               |                   |
| verspringen      | 7,40 m          | +0,1            | 910             | 7,40         | 910               |                   |
| kogelstoten      | 14,89 m         |                 | 783             | 15,31        | 809               |                   |
| hoogspringen     | 2,00 m          |                 | 803             | 2,04         | 840               |                   |
| 400 m            | 49,94 s         |                 | 817             | 48,94        | 864               |                   |
| 110m horden      | 14,35 s         | +1,8            | 930             | 14,35        | 930               |                   |
| discuswerpen     | 47,27 m         |                 | 814             | 47,27        | 814               |                   |
| polsstokspringen | 4,90 m          |                 | 880             | 5,40         | 1035              |                   |
| speerwerpen      | 62,77 m         |                 | 780             | 62,77        | 780               |                   |
| 1500 m           | 4.34,73         |                 | 714             | 4.27,40      | 762               |                   |
| Puntentotaal     |                 |                 | 8222            |              | 8578              |                   |

## Palmares

### 60 m horden
- 2018:  BK indoor AC - 8,06 s

### polsstokhoogspringen
- 2013:  BK indoor AC - 5,15 m
- 2016:  BK indoor AC - 5,10 m

### zevenkamp
- 2012:  BK indoor - 5362 p
- 2015:  BK indoor AC - 5957 p
- 2017:  BK indoor AC - 5966 p
- 2017: 7e EK indoor - 5961 p

### tienkamp
- 2011: 11e EK U20 in Tallinn - 7369 p
- 2013: 7e EK U23 in Tampere - 7644 p
- 2014: 1e Europacup meerkampen 2e liga - 8000 p
- 2014: 14e EK in Zürich - 7852 p
- 2015: 12e Hypomeeting Götzis - 7999 p
- 2015:  Franse kamp. - 8049 p
- 2015: 22e WK in Peking - 6678 p
- 2016: DNF EK in Amsterdam
- 2016: 4e Décastar in Talence - 7936 p
- 2014: 1e Europacup meerkampen 2e liga - 7837 p
- 2020:  BK in Brussel – 7516 p
- 2021: 6e Hypomeeting Götzis - 8222 p
- 2022: 12e EK in München – 7862 p